# Myoprocta acouchy
Myoprocta acouchy là một loài động vật có vú trong họ Dasyproctidae, bộ Gặm nhấm. Loài này được Erxleben mô tả năm 1777.

## Hình ảnh

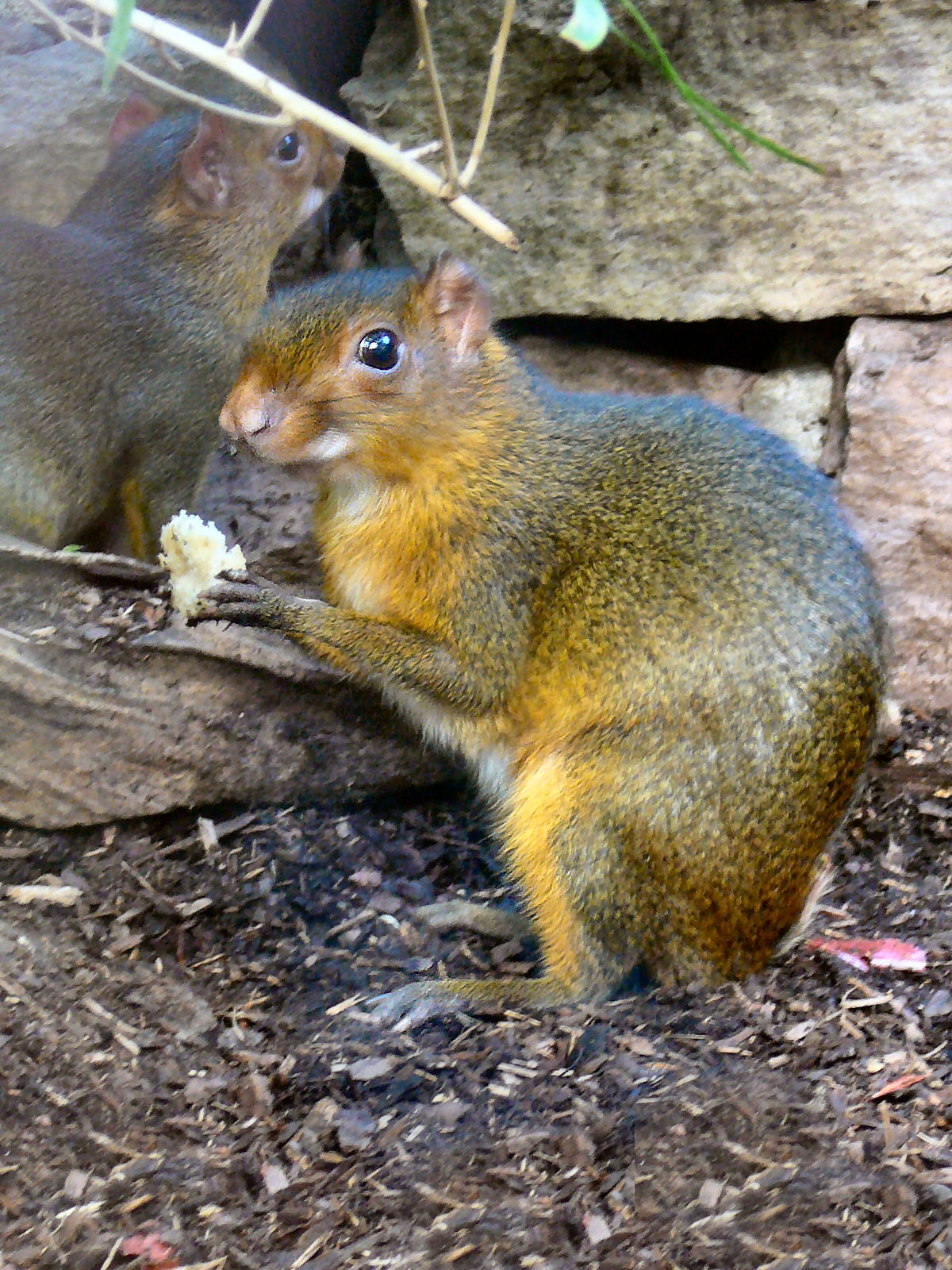